# Enguerrand de Monstrelet

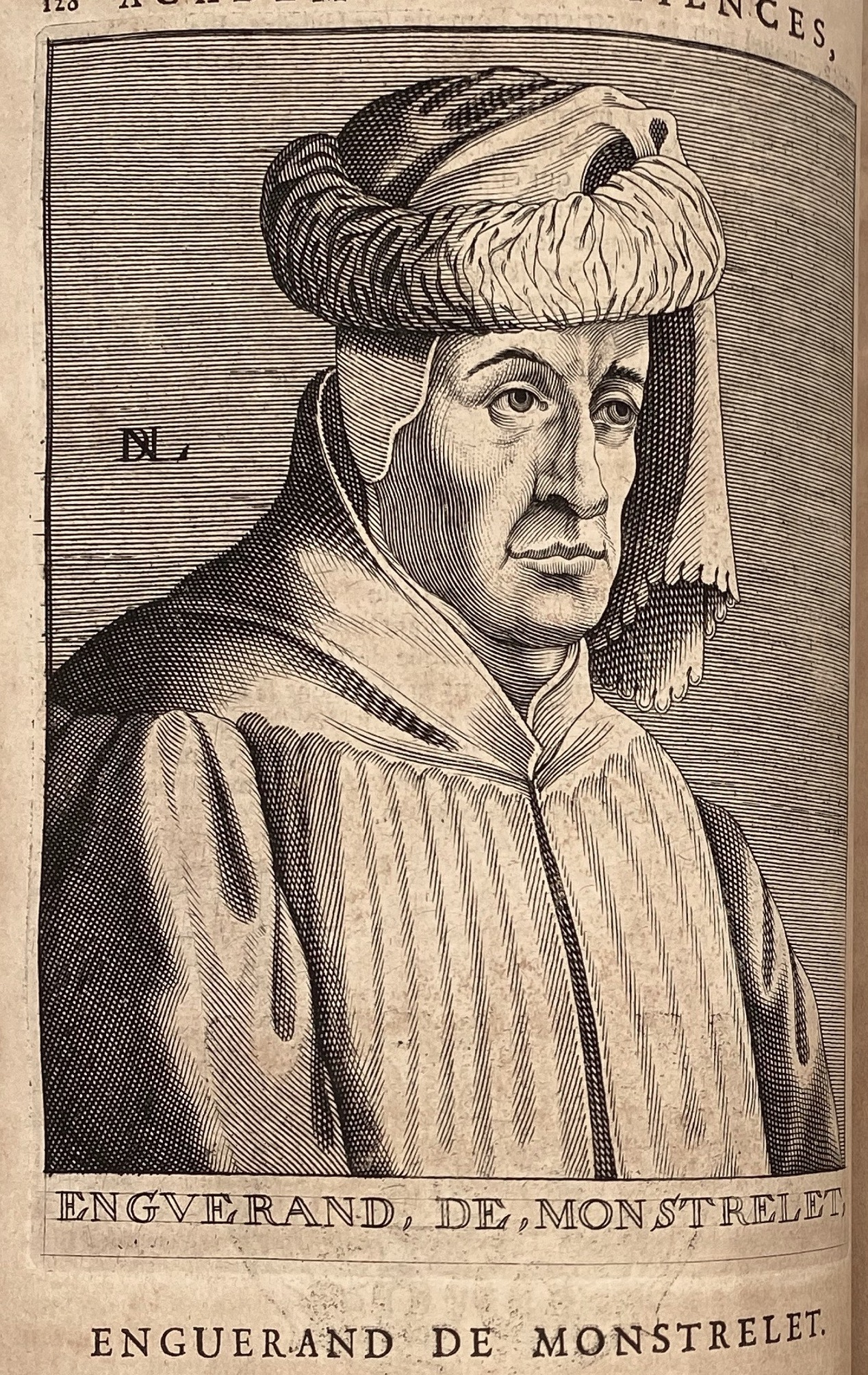
Enguerrand de Monstrelet

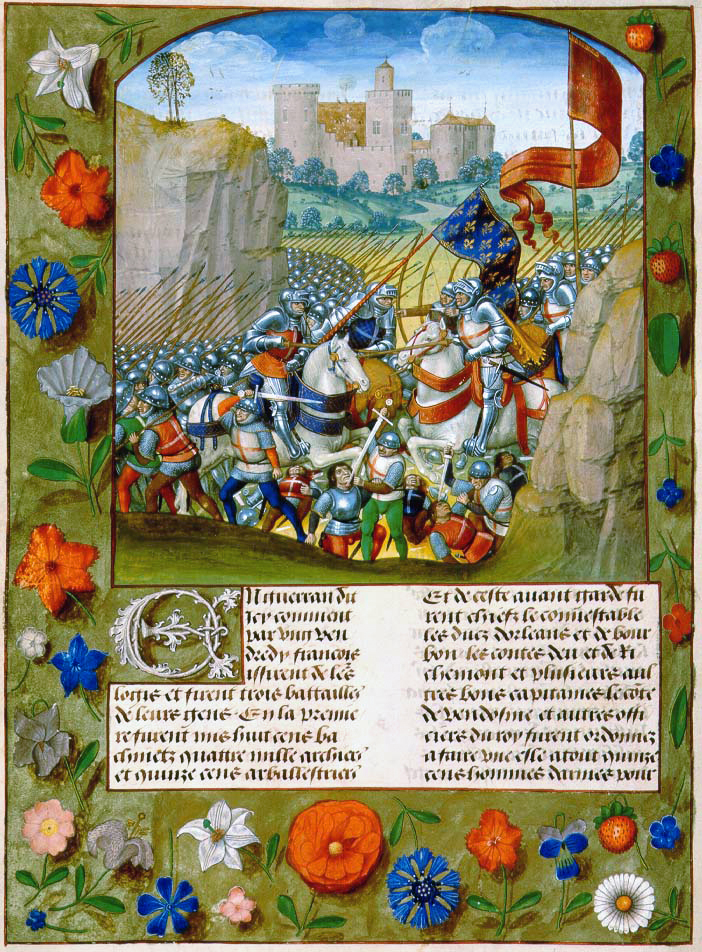
La batalla d'Agincourt de la Crònica de França d'Enguerrand de Monstrelet, mostrada en miniatura pel Mestre dels llibres d'oracions cap al 1500

Enguerrand de Monstrelet (c. 1400 – 20 de juliol de 1453) va ser un cronista francès. Va néixer a la Picardie, molt probablement en una família de la noblesa menor.

## Biografia
L'any 1436 i més tard va ocupar el càrrec de lloctinent del givenier (és a dir, receptor del don, una mena de taxa eclesiàstica) a Cambrai, i sembla que va fer d'aquesta ciutat el seu lloc habitual de residència. Va ser durant un temps agutzil del capítol de la catedral i després prebost de Cambrai. Estava casat i va deixar alguns fills quan va morir.
Poc més se sap de Monstrelet excepte que va ser present, no a la captura de Joana d'Arc, sinó al seu interrogatori posterior amb Felip, duc de Borgonya. Continuant amb l'obra de Froissart, Monstrelet va escriure una Crònica, que s'estén al llarg de dos llibres i abasta el període comprès entre el 1400 i el 1444, quan, segons un altre cronista, Mathieu d'Escouchy, va deixar d'escriure. En aquests volums es pot trobar el seu comentari sobre la Batalla de Tannenburg (1410) entre l'Ordre Teutònic i els exèrcits polonès-lituans i aliats, on afirmava que el rei de Polònia "feia poc que havia pretès convertir-se en cristià per guanyar la Corona polonesa". Però seguint un costum que no era gens estrany a l'Edat Mitjana, a partir de diverses cròniques es va formar una maldestra seqüela, que es va estendre fins al 1516, i es va incorporar a la seva obra.
Els escrits de Monstrelet, que tracten sobre la darrera part de la Guerra dels Cent Anys, són valuosos perquè contenen un gran nombre de documents autèntics i discursos reportats. L'autor, però, mostra poc poder de narració; la seva obra, encara que clara, és avorrida. Les seves afirmacions d'imparcialitat una mica ostentoses no amaguen una marcada preferència pels borgonyons en la seva lluita contra França.
Entre moltes edicions de la Crònica es poden esmentar les de J.-A. Buchon (1826) i la editada per a la Société de I'histoire de France per M Douet d'Arcq (París, 1857–1862). Vegeu Auguste Molinier, Les fonts de la història de França, vols. IV i V (París, 1904).

## Obres
- Doüet-d'Arcq. Chroniques d'Enguerrand de Monstrelet: en deux livres, avec pièces justificatives. nouvelle.  París: Mme. Ve J. Renouard, 1857 (Collection des chroniques nationales françaises).
  - Tome 1 1857
  - Tome 2 1858
  - Tome 3 1859
  - Tome 4 1860
  - Tome 5 1861
  - Tome 6 1862